# Julius Axelrod
Pour les articles homonymes, voir Axelrod.
Julius Axelrod est un biochimiste américain né le 30 mai 1912 à New York et décédé à 29 décembre 2004 à Bethesda dans le Maryland, aux États-Unis. Il obtient le prix Nobel de médecine en 1970, en même temps que Bernard Katz et Ulf von Euler, pour ses travaux sur les neurotransmetteurs catécholamine. Ces recherches ont également beaucoup apporté dans la compréhension du cycle du sommeil, et du rôle qu'y joue la mélatonine sécrétée par la glande pinéale.

## Recherches

### Les analgésiques
En 1946, sous la direction de Bernard Brodie au Goldwater Memorial Hospital, il poursuit des recherches sur les analgésiques pour contourner les effets secondaires de l'aspirine (antiagrégant entre autres). Ils aboutiront, après avoir découvert l'acétanilide, à proposer un de ces dérivés comme substitut : le paracétamol (4-acétylaminophénol).

### Les neurotransmetteurs
En 1949 il commence à travailler au NIH (National Institutes of Health) sur les mécanismes et les effets de la caféine, ce qui va le conduire à étudier le système nerveux sympathique. Il s'intéresse plus particulièrement aux neurotransmetteurs de type catécholamine dont l'adrénaline, la noradrénaline, mais aussi la codéine, la morphine, la méthamphétamine, l'éphédrine ou encore sur le LSD qu'il est l'un des premiers à étudier.
Le prix Nobel de physiologie ou médecine qu'il reçoit en 1970 concerne ses travaux sur la libération, la recapture et le stockage de l'adrénaline et la noradrénaline.
Au cours de ses recherches sur la monoamine oxydase, il a découvert que l'action de ces neurotransmetteurs ne se limitait pas à une simple libération, mais qu'ils étaient recapturés et reconditionnés par le neurone présynaptique pour les utilisations ultérieures. Ce fut la base du développement des inhibiteurs sélectifs de la recapture de la sérotonine.

### L'hormone du sommeil
Avec ses collègues, il montre que la mélatonine est générée à partir du tryptophane (comme la sérotonine), et que les taux de mélatonine sécrétés suivent les rythmes biologiques, sous la direction de l'hypothalamus. Les recherches se poursuivent jusqu'à démontrer le rôle de la mélatonine sur l'ensemble du système nerveux central, et mettre en évidence que la glande pinéale (qui la sécrète) agit comme une horloge biologique.